# 후카타역
후카타역(일본어: 深田駅)은 일본 에히메현 기타우와군 기호쿠 정에 위치한 시코쿠 여객철도 요도 선의 철도역이다. 역 번호는 G41이며, 단선 승강장 1면 1선의 구조를 갖춘 지상역이다.

## 역 주변
- 미마 강

## 역사
- 1914년 10월 18일 : 우와지마 철도의 역으로서 개업.
- 1933년 8월 1일 : 우와지마 철도 국유화.
- 1987년 4월 1일 : 일본국유철도 분할 민영화에 의해, 시코쿠 여객철도가 승계.

## 인접 역
| 시코쿠 여객철도 요도 선   | 시코쿠 여객철도 요도 선 | 시코쿠 여객철도 요도 선       |
| ------------------------- | ----------------------- | ----------------------------- |
| G 40 지카나가 와카이 방면 | 요도 선                 | 오우치 G 42 기타우와지마 방면 |